# أكيكو هاياكاوا
أكيكو هاياكاوا (早川 明子)، هي لاعبة كرة قدم كانت تلعب كلاعب وسط. ولعبت مع منتخب اليابان لكرة القدم للسيدات.